# Gran Premio di superbike di Imola 2001
Il Gran Premio di superbike di Imola 2001 è stato la tredicesima e ultima prova del campionato mondiale Superbike 2001, disputato il 30 settembre sull'autodromo Enzo e Dino Ferrari, ha visto la vittoria di Rubén Xaus in gara 1, mentre la gara 2 è stata vinta da Régis Laconi. Per il francese Laconi da registrare anche il primo successo in carriera nel mondiale Superbike.
La vittoria nella gara valevole per il campionato mondiale Supersport è stata ottenuta da Fabien Foret, mentre la gara del campionato Europeo della classe Superstock viene vinta da Walter Tortoroglio.
Con il titolo iridato piloti del campionato mondiale Superbike già assegnato matematicamente dalla prova precedente all'australiano Troy Bayliss, per la terza volta nell'anno i campionati per motociclette derivate dalla produzione di serie vengono ospitati da un circuito italiano; in questo caso si tratta del circuito di Imola che li ospita per la prima volta.
Viene deciso invece il titolo della Supersport; grazie al quarto posto ottenuto, si laurea campione l'australiano Andrew Pitt che sopravanza l'italiano Paolo Casoli ritiratosi in questa occasione. Particolarità di questo titolo è che il pilota australiano non realizza nessuna vittoria in gara, ma prendendo punti in tutte le prove in calendario riesce ad ottenere l'iride mondiale. In passato la stessa cosa era accaduta nel motomondiale ma mai nei campionati mondiali per motociclette derivate dalla produzione di serie.
Assegnato anche al termine di questa prova il titolo Europeo della Superstock, in questa caso a riconfermarsi campione continentale è il britannico James Ellison.

## Risultati

### Gara 1

#### Arrivati al traguardo[5]
| Pos. | Nº  | Pilota              | Squadra               | Motocicletta     | Giri | Tempo     | Griglia | Punti |
| ---- | --- | ------------------- | --------------------- | ---------------- | ---- | --------- | ------- | ----- |
| 1º   | 11  | Rubén Xaus          | Ducati Infostrada     | Ducati 996 R     | 21   | 38:42.598 | 8º      | 25    |
| 2º   | 3   | Troy Corser         | Virgilio Aprilia Axo  | Aprilia RSV 1000 | 21   | +0:03.601 | 1º      | 20    |
| 3º   | 1   | Colin Edwards       | Castrol Honda         | Honda VTR1000 SP | 21   | +0:04.079 | 4º      | 16    |
| 4º   | 155 | Ben Bostrom         | Ducati L&M            | Ducati 996 R     | 21   | +0:06.340 | 5º      | 13    |
| 5º   | 8   | Tadayuki Okada      | Castrol Honda         | Honda VTR1000 SP | 21   | +0:13.737 | 9º      | 11    |
| 6º   | 99  | Steve Martin        | DFX Racing            | Ducati 996 RS    | 21   | +0:21.421 | 18º     | 10    |
| 7º   | 6   | Gregorio Lavilla    | Fuchs Kawasaki        | Kawasaki ZX 7RR  | 21   | +0:24.100 | 19º     | 9     |
| 8º   | 24  | Stéphane Chambon    | Suzuki Alstare Corona | Suzuki GSX R750  | 21   | +0:24.280 | 11º     | 8     |
| 9º   | 22  | Lucio Pedercini     | Pedercini             | Ducati 996 RS    | 21   | +0:46.537 | 14º     | 7     |
| 10º  | 100 | Neil Hodgson        | GSE Racing            | Ducati 996 RS    | 21   | +0:49.078 | 7º      | 6     |
| 11º  | 35  | Giovanni Bussei     | Ducati NCR            | Ducati 996 RS    | 21   | +0:49.581 | 13º     | 5     |
| 12º  | 51  | Marty Craggill      | Pacific               | Ducati 996 RS    | 21   | +1:06.503 | 24º     | 4     |
| 13º  | 46  | Mauro Sanchini      | Pedercini             | Ducati 996 RS    | 21   | +1:21.356 | 20º     | 3     |
| 14º  | 113 | Paolo Blora         | DCR                   | Ducati 996 R     | 21   | +1:29.430 | 27º     | 2     |
| 15º  | 39  | Alessandro Gramigni | Valli Moto 391        | Yamaha R7        | 21   | +1:50.371 | 21º     | 1     |
| 16º  | 27  | Bertrand Stey       | White Endurance       | Honda VTR1000 SP | 20   | +1 giro   | 25º     |       |

#### Ritirati
| Nº | Pilota               | Squadra               | Motocicletta        | Giri | Griglia |
| -- | -------------------- | --------------------- | ------------------- | ---- | ------- |
| 52 | James Toseland       | GSE Racing            | Ducati 996 RS       | 20   | 10º     |
| 55 | Régis Laconi         | Virgilio Aprilia Axo  | Aprilia RSV 1000    | 19   | 2º      |
| 21 | Troy Bayliss         | Ducati Infostrada     | Ducati 996 R        | 19   | 3º      |
| 30 | Alessandro Antonello | Virgilio Aprilia Axo  | Aprilia RSV 1000    | 15   | 6º      |
| 4  | Pierfrancesco Chili  | Suzuki Alstare Corona | Suzuki GSX R750     | 13   | 12º     |
| 36 | Broc Parkes          | Ducati NCR            | Ducati 996 RS       | 11   | 15º     |
| 7  | Juan Borja           | Panavto Yamaha        | Yamaha R7           | 10   | 17º     |
| 33 | Robert Ulm           | Kawasaki Bertocchi    | Kawasaki ZX 7RR     | 10   | 29º     |
| 20 | Marco Borciani       | Pedercini             | Ducati 996 RS       | 7    | 22º     |
| 57 | Serafino Foti        | World Bike Racing     | Ducati 996 R        | 6    | 28º     |
| 23 | Jiří Mrkývka         | JM SBK                | Ducati 996 RS       | 6    | 30º     |
| 14 | Peter Goddard        | Benelli Sport         | Benelli Tornado 900 | 3    | 23º     |
| 58 | Luca Pasini          | GiBi                  | Ducati 996 R        | 0    | 26º     |

### Gara 2

#### Arrivati al traguardo[6]
| Pos. | Nº  | Pilota              | Squadra               | Motocicletta        | Giri | Tempo     | Griglia | Punti |
| ---- | --- | ------------------- | --------------------- | ------------------- | ---- | --------- | ------- | ----- |
| 1º   | 55  | Régis Laconi        | Virgilio Aprilia Axo  | Aprilia RSV 1000    | 21   | 38:33.264 | 2º      | 25    |
| 2º   | 11  | Rubén Xaus          | Ducati Infostrada     | Ducati 996 R        | 21   | +0:00.021 | 8º      | 20    |
| 3º   | 8   | Tadayuki Okada      | Castrol Honda         | Honda VTR1000 SP    | 21   | +0:00.844 | 9º      | 16    |
| 4º   | 155 | Ben Bostrom         | Ducati L&M            | Ducati 996 R        | 21   | +0:15.975 | 5º      | 13    |
| 5º   | 99  | Steve Martin        | DFX Racing            | Ducati 996 RS       | 21   | +0:32.895 | 18º     | 11    |
| 6º   | 6   | Gregorio Lavilla    | Fuchs Kawasaki        | Kawasaki ZX 7RR     | 21   | +0:37.450 | 19º     | 10    |
| 7º   | 100 | Neil Hodgson        | GSE Racing            | Ducati 996 RS       | 21   | +0:38.727 | 7º      | 9     |
| 8º   | 36  | Broc Parkes         | Ducati NCR            | Ducati 996 RS       | 21   | +0:38.890 | 15º     | 8     |
| 9º   | 4   | Pierfrancesco Chili | Suzuki Alstare Corona | Suzuki GSX R750     | 21   | +0:39.935 | 12º     | 7     |
| 10º  | 35  | Giovanni Bussei     | Ducati NCR            | Ducati 996 RS       | 21   | +1:00.646 | 13º     | 6     |
| 11º  | 39  | Alessandro Gramigni | Valli Moto 391        | Yamaha R7           | 21   | +1:01.170 | 21º     | 5     |
| 12º  | 22  | Lucio Pedercini     | Pedercini             | Ducati 996 RS       | 21   | +1:01.276 | 14º     | 4     |
| 13º  | 14  | Peter Goddard       | Benelli Sport         | Benelli Tornado 900 | 21   | +1:04.505 | 23º     | 3     |
| 14º  | 51  | Marty Craggill      | Pacific               | Ducati 996 RS       | 21   | +1:06.090 | 24º     | 2     |
| 15º  | 20  | Marco Borciani      | Pedercini             | Ducati 996 RS       | 21   | +1:15.583 | 22º     | 1     |
| 16º  | 46  | Mauro Sanchini      | Pedercini             | Ducati 996 RS       | 21   | +1:17.362 | 20º     |       |
| 17º  | 27  | Bertrand Stey       | White Endurance       | Honda VTR1000 SP    | 21   | +1:17.642 | 25º     |       |
| 18º  | 33  | Robert Ulm          | Kawasaki Bertocchi    | Kawasaki ZX 7RR     | 21   | +1:47.123 | 29º     |       |
| 19º  | 58  | Luca Pasini         | GiBi                  | Ducati 996 R        | 20   | +1 giro   | 26º     |       |

#### Ritirati
| Nº  | Pilota               | Squadra               | Motocicletta     | Giri | Griglia |
| --- | -------------------- | --------------------- | ---------------- | ---- | ------- |
| 113 | Paolo Blora          | DCR                   | Ducati 996 R     | 20   | 27º     |
| 30  | Alessandro Antonello | Virgilio Aprilia Axo  | Aprilia RSV 1000 | 19   | 6º      |
| 24  | Stéphane Chambon     | Suzuki Alstare Corona | Suzuki GSX R750  | 12   | 11º     |
| 1   | Colin Edwards        | Castrol Honda         | Honda VTR1000 SP | 11   | 4º      |
| 3   | Troy Corser          | Virgilio Aprilia Axo  | Aprilia RSV 1000 | 10   | 1º      |
| 23  | Jiří Mrkývka         | JM SBK                | Ducati 996 RS    | 8    | 30º     |
| 57  | Serafino Foti        | World Bike Racing     | Ducati 996 R     | 7    | 28º     |
| 7   | Juan Borja           | Panavto Yamaha        | Yamaha R7        | 2    | 17º     |

### Supersport

#### Arrivati al traguardo
| Pos. | Nº | Pilota               | Squadra                      | Motocicletta    | Giri | Tempo     | Punti |
| ---- | -- | -------------------- | ---------------------------- | --------------- | ---- | --------- | ----- |
| 1º   | 99 | Fabien Foret         | Ten Kate Honda               | Honda CBR 600   | 21   | 40'09.883 | 25    |
| 2º   | 5  | Karl Muggeridge      | Suzuki Alstare Corona Extra  | Suzuki GSX R600 | 21   | +0.191    | 20    |
| 3º   | 69 | James Whitham        | Yamaha Belgarda              | Yamaha YZF R6   | 21   | +2.251    | 16    |
| 4º   | 8  | Andrew Pitt          | Fuchs Kawasaki               | Kawasaki ZX 6R  | 21   | +8.022    | 13    |
| 5º   | 7  | Pere Riba            | Ten Kate Honda               | Honda CBR 600   | 21   | +12.810   | 11    |
| 6º   | 6  | Iain MacPherson      | Fuchs Kawasaki               | Kawasaki ZX 6R  | 21   | +12.966   | 10    |
| 7º   | 1  | Jörg Teuchert        | Wilbers Suspension           | Yamaha YZF R6   | 21   | +13.093   | 9     |
| 8º   | 37 | Katsuaki Fujiwara    | Suzuki Alstare Corona Extra  | Suzuki GSX R600 | 21   | +16.532   | 8     |
| 9º   | 12 | Piergiorgio Bontempi | T. Italia Lorenzini by Leoni | Yamaha YZF R6   | 21   | +22.537   | 7     |
| 10º  | 21 | Chris Vermeulen      | Castrol Honda                | Honda CBR 600   | 21   | +23.889   | 6     |
| 11º  | 9  | Fabrizio Pirovano    | DMR Suzuki Italia            | Suzuki GSX R600 | 21   | +24.704   | 5     |
| 12º  | 31 | Vittorio Iannuzzo    | DMR Suzuki Italia            | Suzuki GSX R600 | 21   | +37.754   | 4     |
| 13º  | 18 | Cristiano Migliorati | BKM Honda                    | Honda CBR 600   | 21   | +38.743   | 3     |
| 14º  | 11 | Kevin Curtain        | BKM Honda                    | Honda CBR 600   | 21   | +46.963   | 2     |
| 15º  | 77 | Robert Frost         | Saveko Dee Cee Jeans         | Yamaha YZF R6   | 21   | +49.437   | 1     |
| 16º  | 24 | Adam Fergusson       | Alpha Technick Castrol       | Honda CBR 600   | 21   | +49.681   |       |
| 17º  | 4  | Christian Kellner    | Wilbers Suspension           | Yamaha YZF R6   | 21   | +50.554   |       |
| 18º  | 16 | Christer Lindholm    | Yamaha Belgium               | Yamaha YZF R6   | 21   | +56.187   |       |
| 19º  | 40 | Shannon Johnson      | Moto 1 Honda Elf Dhold       | Honda CBR 600   | 21   | +57.633   |       |
| 20º  | 17 | Ivan Clementi        | GiMotor Sport                | Yamaha YZF R6   | 21   | +1'04.962 |       |
| 21º  | 67 | Franco Brugnara      | GiMotor Sport                | Yamaha YZF R6   | 21   | +1'07.683 |       |
| 22º  | 68 | Steve Plater         | Alpha Technick Castrol       | Honda CBR 600   | 21   | +1'20.321 |       |

#### Ritirati
| Nº | Pilota               | Squadra                      | Motocicletta  | Giri |
| -- | -------------------- | ---------------------------- | ------------- | ---- |
| 65 | Jan Hanson           | Saveko Dee Cee Jeans         | Yamaha YZF R6 | 20   |
| 23 | Dean Thomas          | Dienza Ducati Racing         | Ducati 748    | 17   |
| 79 | José Oriol Fernández | Yamaha d'Antin               | Yamaha YZF R6 | 17   |
| 22 | Vittoriano Guareschi | Dienza Ducati Racing         | Ducati 748    | 12   |
| 44 | Antonio Carlacci     | DFX Racing                   | Ducati 748    | 10   |
| 35 | Stefano Cruciani     | T. Italia Lorenzini by Leoni | Yamaha YZF R6 | 9    |
| 15 | Werner Daemen        | Yamaha Belgium               | Yamaha YZF R6 | 8    |
| 71 | Davide Bulega        | Lightspeed/Ducci Promo       | Yamaha YZF R6 | 2    |
| 19 | Agustín Escobar      | Yamaha d'Antin               | Yamaha YZF R6 | 1    |
| 25 | Markus Barth         | Ducati NCR                   | Ducati 748    | 0    |
| 53 | Camillo Mariottini   | Parimotor                    | Yamaha YZF R6 | 0    |
| 2  | Paolo Casoli         | Yamaha Belgarda              | Yamaha YZF R6 | 0    |

### Superstock

#### Arrivati al traguardo
| Pos. | Nº | Pilota                 | Squadra                 | Motocicletta     | Giri | Tempo     | Punti |
| ---- | -- | ---------------------- | ----------------------- | ---------------- | ---- | --------- | ----- |
| 1º   | 19 | Walter Tortoroglio     | DMR Suzuki Italia       | Suzuki GSX R1000 | 13   | 25'18.608 | 25    |
| 2º   | 2  | Markus Wegscheider     | Suzuki Stefan Schmidt   | Suzuki GSX R1000 | 13   | +3.009    | 20    |
| 3º   | 1  | James Ellison          | Hi-Peak Crescent Suzuki | Suzuki GSX R1000 | 13   | +4.805    | 16    |
| 4º   | 88 | Marty Nutt             | Nutt                    | Suzuki GSX R1000 | 13   | +6.045    | 13    |
| 5º   | 23 | Mark Heckles           | Rumi                    | Honda CBR 900    | 13   | +6.315    | 11    |
| 6º   | 45 | Gianluca Vizziello     | GiMotor Sport           | Yamaha R1        | 13   | +11.699   | 10    |
| 7º   | 4  | Olivier Four           | Tech 2000               | Suzuki GSX R1000 | 13   | +19.269   | 9     |
| 8º   | 90 | Lorenzo Mauri          | Pedercini               | Ducati 996S      | 13   | +27.469   | 8     |
| 9º   | 26 | Andi Notman            | LiveOnScreen-Redwoo     | Suzuki GSX R1000 | 13   | +27.520   | 7     |
| 10º  | 31 | Ludovic Fourreau       | Arbr 'A' Cames          | Suzuki GSX R1000 | 13   | +29.727   | 6     |
| 11º  | 28 | Giacomo Romanelli      | DMR Suzuki Italia       | Suzuki GSX R1000 | 13   | +30.842   | 5     |
| 12º  | 71 | Fabrizio Pellizzon     | M.C. Mirano             | Aprilia RSV R    | 13   | +30.967   | 4     |
| 13º  | 16 | Lorenzo Alfonsi        | DFX Racing              | Ducati 996S      | 13   | +37.455   | 3     |
| 14º  | 33 | Riccardo Ricci         | Celani                  | Suzuki GSX R1000 | 13   | +38.275   | 2     |
| 15º  | 5  | Dario Tosolini         | Pedercini               | Ducati 996S      | 13   | +39.392   | 1     |
| 16º  | 42 | Benny Jerzenbeck       | Steinhausen Racing      | Suzuki GSX R1000 | 13   | +42.320   |       |
| 17º  | 96 | Bernat Martínez        | Aprilia Desmo Racing    | Aprilia RSV R    | 13   | +43.213   |       |
| 18º  | 34 | Didier Van Keymeulen   | ICSA-T Suzuki           | Suzuki GSX R1000 | 13   | +51.377   |       |
| 19º  | 56 | Pierrot Lerat-Vanstaen | Tech 2000               | Suzuki GSX R1000 | 13   | +51.672   |       |
| 20º  | 76 | Günther Knobloch       | Yamaha Teuchert         | Yamaha R1        | 13   | +53.324   |       |
| 21º  | 53 | Marco Tessarolo        | Brave                   | Suzuki GSX R1000 | 13   | +54.368   |       |
| 22º  | 52 | Gianluca Battisti      | GLB 2000 Racing         | Suzuki GSX R1000 | 13   | +55.432   |       |
| 23º  | 69 | Yann Gyger             | White Endurance         | Honda CBR 900    | 13   | +59.099   |       |
| 24º  | 22 | Benjamin Nabert        | Suzuki Stefan Schmidt   | Suzuki GSX R1000 | 13   | +59.254   |       |
| 25º  | 18 | John Bakker            | Flanders Motor Racing   | Ducati 996S      | 13   | +1'00.246 |       |
| 26º  | 29 | Steve Coopman          | East Belgium Racing     | Yamaha R1        | 13   | +1'03.947 |       |
| 27º  | 27 | Francesco Rafanelli    | Ghelfi Art              | Honda CBR 900    | 13   | +1'25.785 |       |
| 28º  | 77 | Niklas Carlberg        | Yamaha Sweden           | Yamaha R1        | 11   | +2 giro   |       |

#### Ritirati
| Nº | Pilota          | Squadra              | Motocicletta  | Giri |
| -- | --------------- | -------------------- | ------------- | ---- |
| 35 | Paul Mooijman   | Saveko Dee Cee Jeans | Yamaha R1     | 7    |
| 21 | Koen Vleugels   | KS Racing            | Yamaha R1     | 5    |
| 7  | Daniel Oliver   | FBC Racing           | Aprilia RSV R | 5    |
| 30 | Michael Weynand | East Belgium Racing  | Yamaha R1     | 4    |
| 63 | Maria Costello  | BKM Honda Racing     | Honda CBR 900 | 3    |